# جرانيت

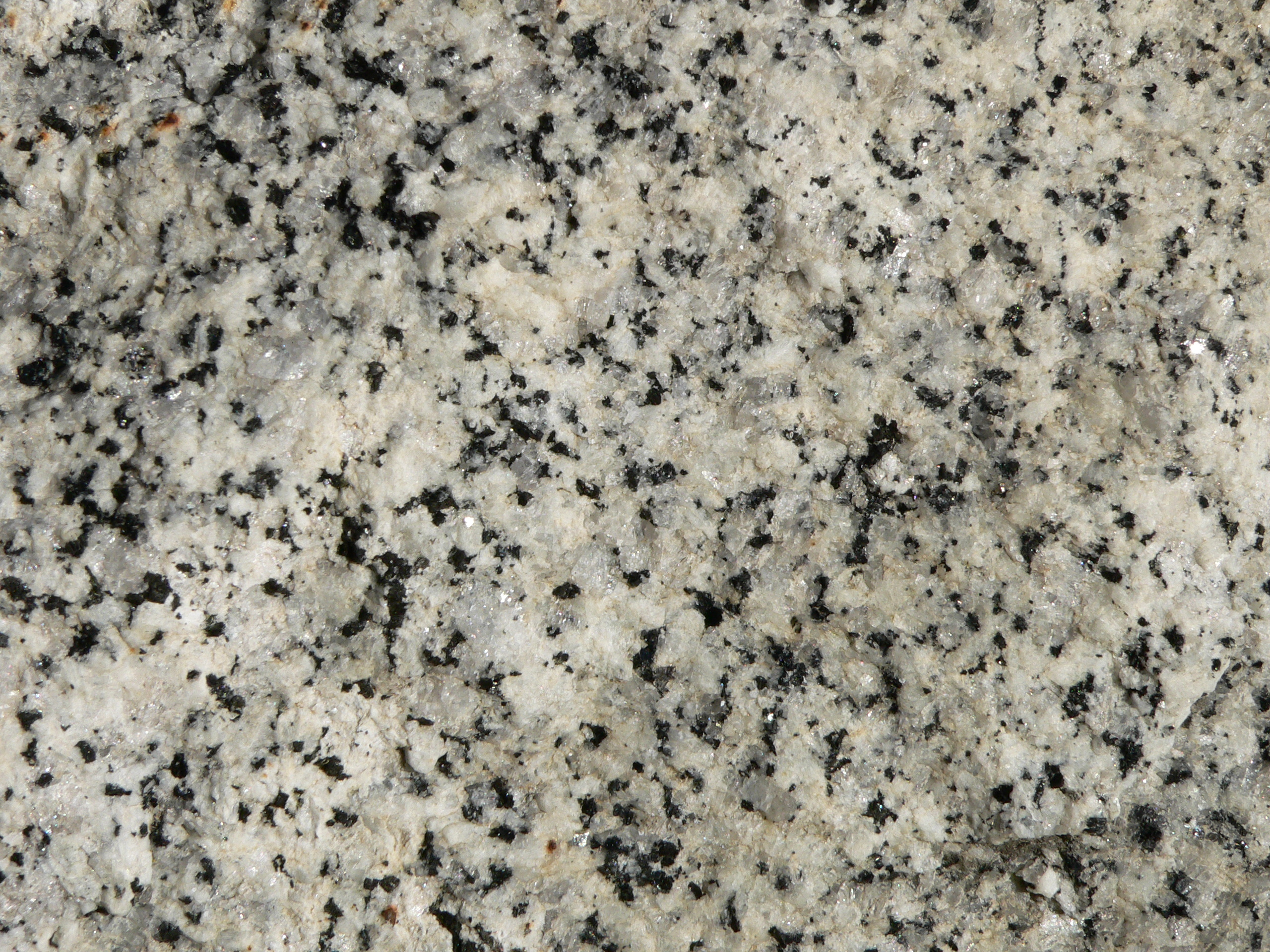
صورة مقربة للجرانيت في حديقة يوسيميتي

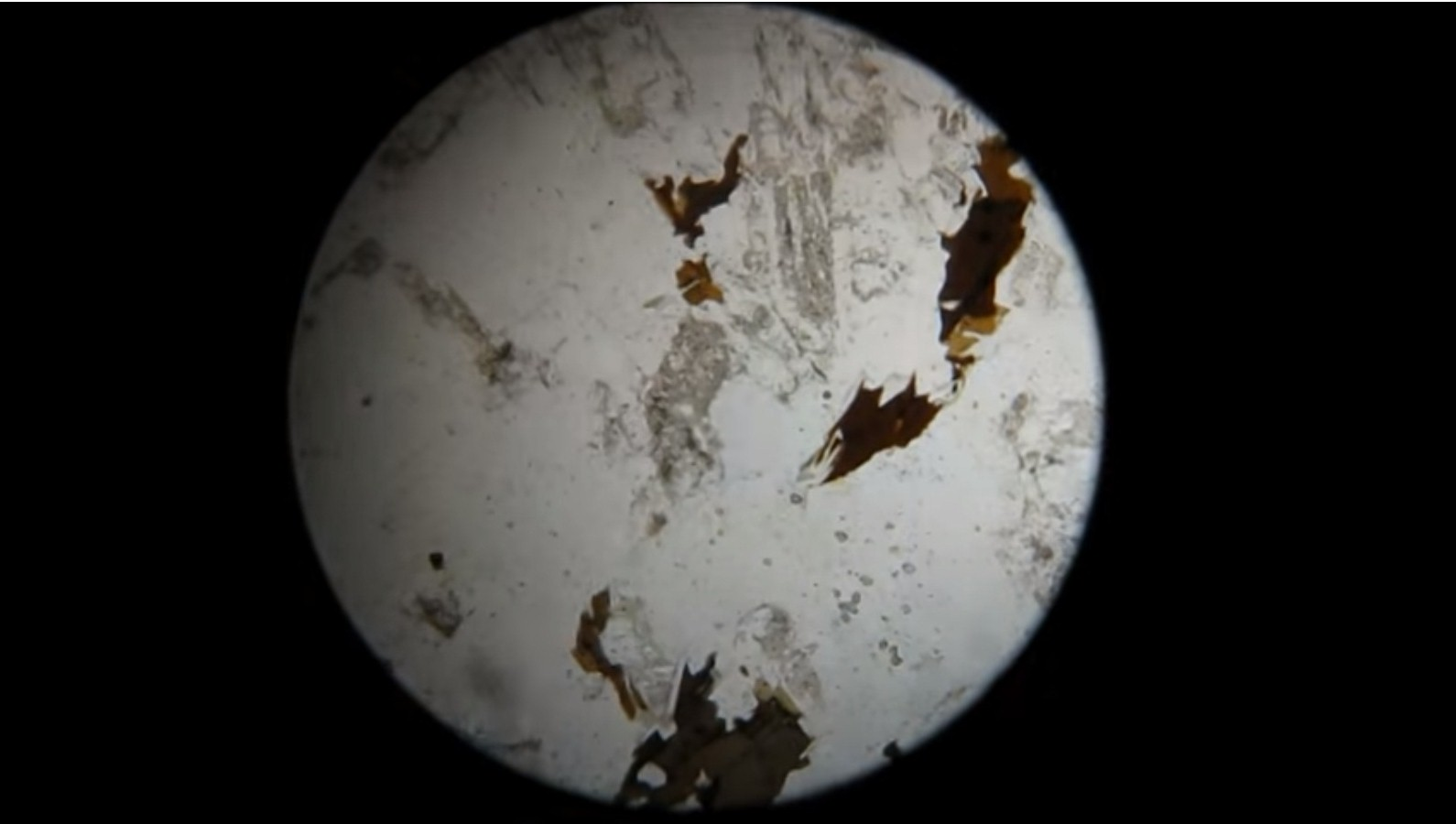
صورة مجهرية للجرانيت تحت الضوء المستقطب

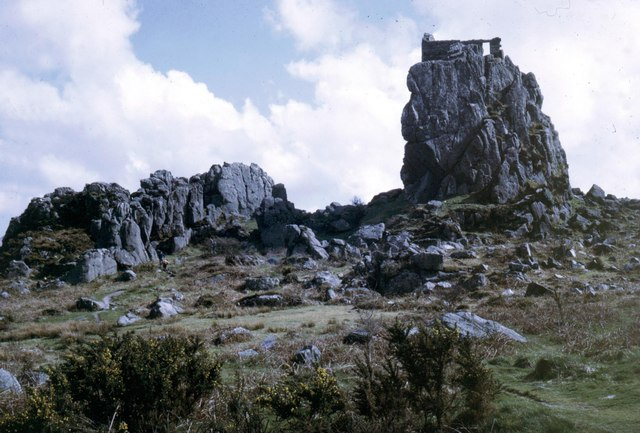
Roche Rock, Cornwall

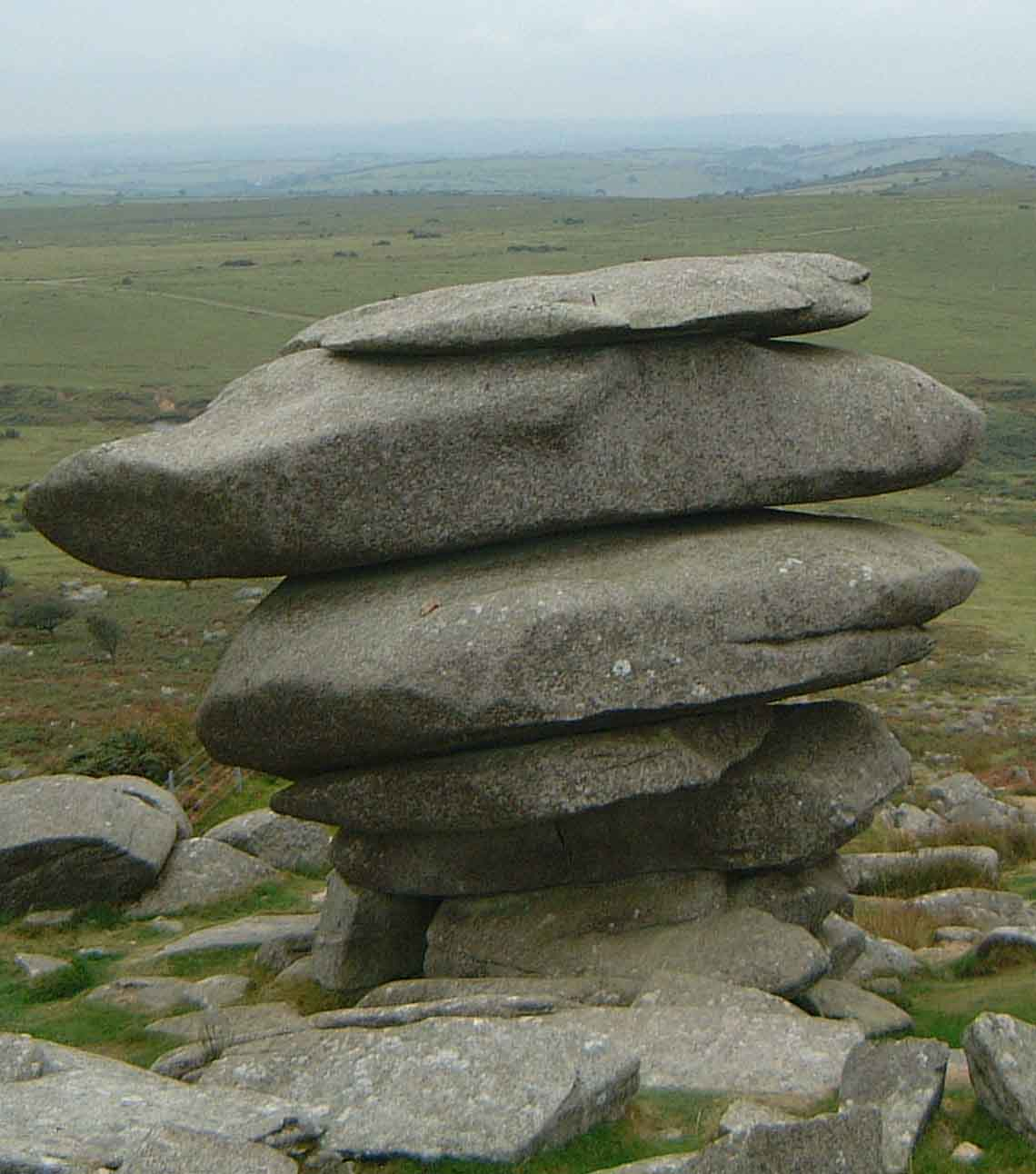
The Cheesewring, a granite tor on the southern edge of Bodmin Moor, Cornwall

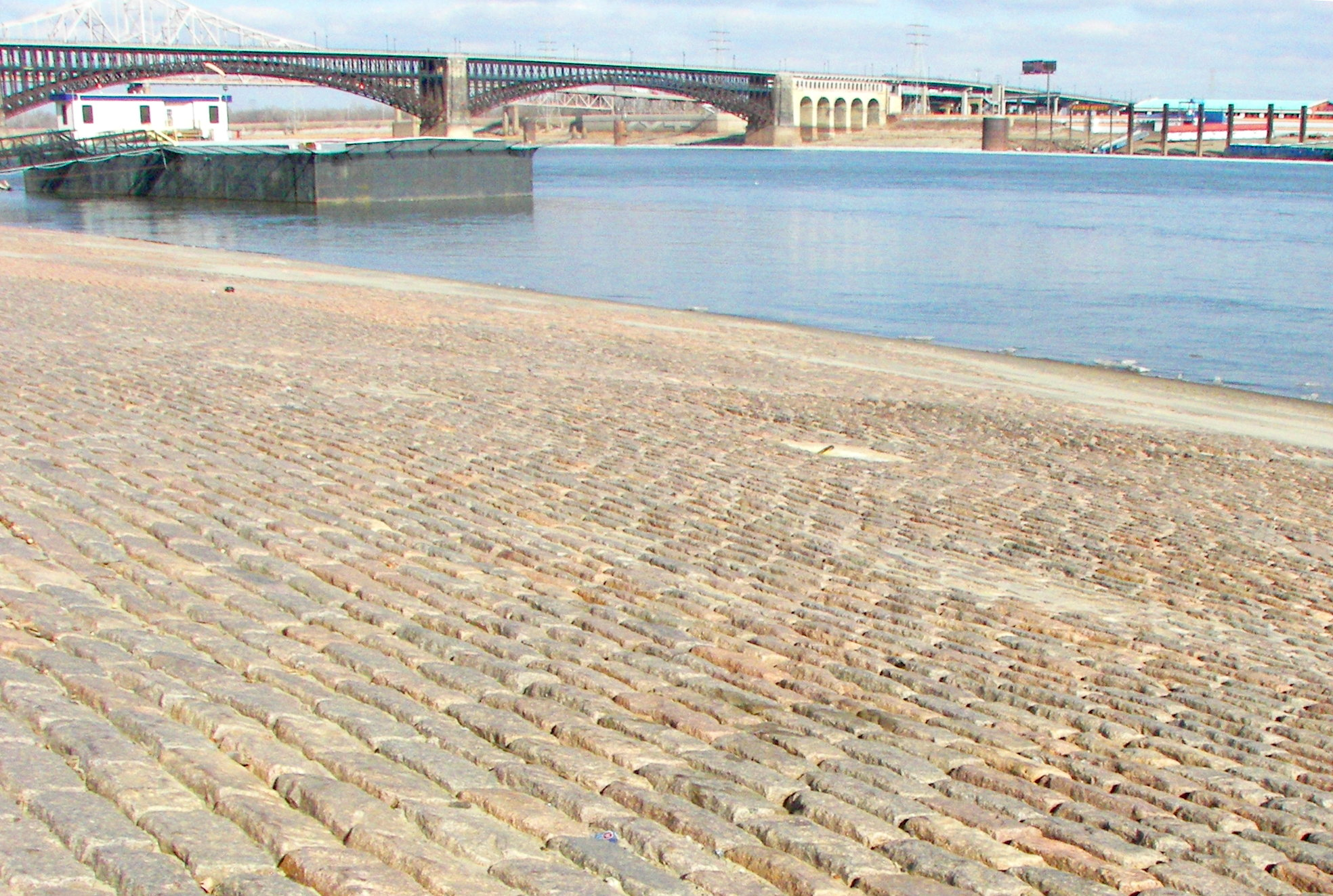
Granite was used for cobblestones on the سانت لويس (ميزوري)نهر المسيسيبي and for the piers of the Eads Bridge (background).

الجرانيت أو الغرانيت أو الأعْبَل هو صخر ناري جوفي تكون تحت درجات حرارة عالية. يتشكل الجَرَانِيت أساسًا من ثلاثة معادن ـ المرو وسليكات الألومنيوم القلوي والارثوكليز. وتجعل هذه المعادن الجرانيت أبيضَ أو قرمزيًا أو رماديًا فاتحًا. ويحتوي الجرانيت أيضًا على كميات قليلة من المعادن البنية الداكنة أو الخضراء الداكنة أو السوداء مثل ميكا الهورنبلند والبيوتيت. وتتميز حبيبات المعادن في الجرانيت بالضخامة بحيث يمكن التفريق بينها بسهولة. ويبلغ عرض كثير من الذرات 0,5سم. توجد المعادن في الجرانيت متشابكة كالقطع في لعبة القطع المخرمة. ونتيجة لذلك يُعتبر الجرانيت صخرة صلبة قوية التحمُّل ومفيدة في إنشاء المباني. ومعظم الجرانيت يمكنه تحمُّل عوامل التعرية لقرون، ويمكن صقله حتى يصير أملس مما يجعله صالحا لبناء الأعمدة، وشواهد القبور والآثار التي يراد لها أن تعمّر طويلاً.
يصنف الجيولوجيون الجرانيت على أنه صخر ناري. انظر: الصخور النارية. وقد خلصوا إلى أن معظم الجرانيت تكوَّن بوساطة تبلور الصهارة (المادة الصخرية المذابة) بالتبريد البطيء. والصهارة لها تكوين الجرانيت الكيميائي نفسه، ونتجت من انصهار الصخور على مسافة تتراوح بين 25 و 40كم تحت اليابسة، في درجة حرارة تتراوح بين 650 و 900°م. وترتفع الصهارة لأنها أخف وزنًا من الصخور الصلبة المحيطة بها. وتبرد الصهارة كلما ارتفعت. ويبرد معظمها ببطء شديد كاف لتكوين بلورات خشنة تتصلب تحت سطح الأرض. وتتسرب الصهارة في بعض الأحيان من البراكين، وتبرد بسرعة لتكوّن بلورات كبيرة، وتعرف الصخرة الناتجة عن ذلك بالريوليت أو الجرانيت الحِمَميّ، ولها تكوين الجرانيت الكيميائي نفسه إلا أنّ ذراتها ناعمة. وقد دلّت التجربة على أن كثيرًا من أنواع الصخور تُنتج الجرانيت عندما تنصهر. وتنصهر الصخور على مراحل، إلا أن المعادن التي تكوّن الجرانيت تنصهر أولاً. وقد يكون من أسباب وجود الجرانيت بكثرة سهولة لانصهار مادته الصخرية. تتكون القارات إلى حد كبير من الجرانيت المدفون تحت الصخور الرسوبية. ويظهر معظم الجرانيت عندما ترتفع الصخور المدفونة بعمق إلى سطـح الأرض نتيـجة لحركات تكوين الجبال على القشرة الأرضية. وعندما تنكشـف قمم الجـبال نتيجة لعوامل التعرية تظهـر صخور الجرانيـت التي تحتها.

## وصف

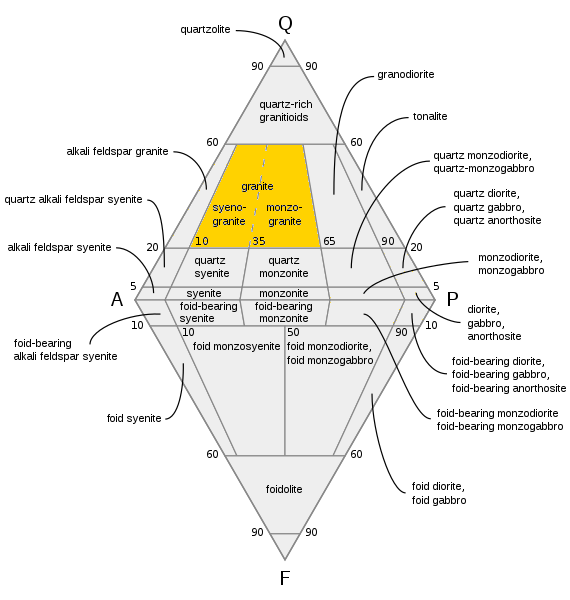
مخطط QAPF مع حقل من الجرانيت مميز باللون الأصفر

تجميع المعادن من الصخور النارية.

تأتي كلمة «جرانيت» من الكلمة اللاتينية granum ، وهي حبة، في إشارة إلى البنية الخشنة الحبيبية لصخرة بلورية تمامًا.  جرانيت الصخور تتكون أساسا من الفلسبار، الكوارتز، والميكا، والأمفيبول المعادن، التي تشكل المتشابكة، إلى حد ما equigranular مصفوفة من الفلسبار والكوارتز مع متناثرة قتامة البيوتيت الميكا والأمفيبول (غالبا الهورنبلند) التي تمتليء بها المعادن اللون أخف وزنا.أحيانا بعض البلورات الفردية (phenocrysts) أكبر من groundmass، وفي هذه الحالة يُعرف النسيج باسم البورفيريت. تُعرف الصخور الجرانيتية ذات الملمس البورفيري باسم الحجر السماقي الجرانيت. الجرانيتية هو، وصفي العام الحقل المدى لوالصخور النارية الملونة أخف الحبيبات الخشنة. صخرية مطلوب الفحص لتحديد أنواع معينة من الجرانيتية. يمكن أن يكون لون الجرانيت أبيض أو وردي أو رمادي في الغالب، حسب معادنها.
الفلسبار القلوي في الصوان عادة أورثوكلاز أو ميكروكلينوغالبا ما يكون perthitic . عادةً ما يكون بلاجيوجلاز عبارة عن أوليجوكلاز غني بالصوديوم. عادة ما تكون البلورات الظهارية هي الفلسبار القلوي.
وتصنف الصخور الجرانيتية وفقا ل مخطط QAPFللالخشنة الحبيبات الصخور الجوفية ويتم تسمية وفقا لنسبة الكوارتز، القلويات الفلسبار (أورثوكلاز، sanidine ، أو ميكروكلين) وبلاجيوجلاز الفلسبار على النصف AQP الرسم التخطيطي. يحتوي الجرانيت الحقيقي (وفقًاللاتفاقية البترولوجية الحديثة) على ما بين 20٪ و 60٪كوارتز من حيث الحجم، مع 35٪ إلى 90٪ من الفلسبار الكلي يتكون من الفلسبار القلوي. تصنف الصخور الجرانيتية الأكثر فقرا في الكوارتز كما syenites أو monzonites، في حين تصنف الصخور الجرانيتية التي تهيمن عليها بلاجيوجلاز كما granodiorites أو tonalites . يتم تصنيف الصخور الجرانيتية التي تحتوي على أكثر من 90 ٪ من الفلسبار القلوي على أنها جرانيت الفلسبار القلوي. صخور الجرانيت التي تحتوي على أكثر من 60٪ كوارتز، وهو أمر غير شائع، يتم تصنيفها ببساطة على أنها جرانيتية غنية بالكوارتز أو، إذا كانت تتكون بالكامل تقريبًا من الكوارتز، فهي كوارتزوليت.
يتم تصنيف الجرانيت الحقيقي أيضًا من خلال النسبة المئوية للفلدسبار الكلي وهو الفلسبار القلوي. الجرانيت التي يكون الفلسبار فيها من 65٪ إلى 90٪ الفلسبار القلوي عبارة عن مادة Syenogranites ، في حين أن الفلسبار في monzogranite هو 35٪ إلى 65٪ الفلسبار القلوي. الجرانيت الذي يحتوي على كل من الميكا المسكوفيت والبيوتايت يسمى ثنائي أو اثنين من الجرانيت الميكا . عادةً ما تكون الجرانيت ذات الميكا عالية في البوتاسيوم ومنخفضة في بلاجيوجلاز، وعادة ما تكون من الجرانيت من النوع S أو الجرانيت من النوع A ، كما هو موضح أدناه.
جانب آخر من تصنيف الجرانيت هو نسب المعادن المختلفة التي يحتمل أن تشكل الفلسبار. تحتوي معظم الجرانيت على تركيبة بحيث يتم دمج جميع معادنها المصنوعة من الألومنيوم والقلويات (الصوديوم والبوتاسيوم) في صورة الفلسبار. هذا هو الحال عندما K 2 O + Na 2 O + CaO > Al 2 O 3 > K 2 O + Na 2 O. توصف هذه الجرانيت بأنها عادية أو معدنية . الجرانيت التي لا يوجد فيها ما يكفي من الألمنيوم لتتحد مع جميع الأكاسيد القلوية مثل الفلسبار (Al 2 O 3 <K 2O + Na 2 O) على أنها peralkaline ، وتحتوي على أمفيبولات صوديوم غير عادية مثلriebeckite . توصف الجرانيت التي يوجد فيها فائض من الألمنيوم بما يتجاوز ما يمكن تناوله في الفلسبار (Al 2 O 3> CaO + K 2 O + Na 2 O) على أنها بيرالومين ، وتحتوي على معادن غنية بالألمنيوم مثل المسكوفيت.

### الخصائص الفيزيائية
متوسط كثافة من الجرانيت ما بين 2.65 و 2.75 جم / سم 3 (165 و 172 رطل / قدم مكعب)،  قوة الضغط عادة فوق 200 ميجا باسكال، ولها لزوجة بالقرب STP هي 3-6 · 10 20 با · س.
درجة حرارة انصهار الجرانيت الجاف عند الضغط المحيط هي 1215-1260 درجة مئوية (2219-2300 درجة فهرنهايت)؛  ينخفض بشدة في وجود الماء، إلى 650 درجة مئوية عند ضغط قليل من كيلو بار.
الجرانيت ذو نفاذية أولية ضعيفة بشكل عام، ولكن نفاذية ثانوية قوية من خلال الشقوق والكسور إذا كانت موجودة.

### التركيب الكيميائي
متوسط عالمي للتركيب الكيميائي للجرانيت، بالوزن بالنسبة المئوية، بناءً على 2485 تحليلًا:
| SiO2  | 72.04% (silica)  | 72.04 | 72.04 |
| Al2O3 | 14.42% (alumina) | 14.42 | 14.42 |
| K2O   | 4.12%            | 4.12  | 4.12  |
| Na2O  | 3.69%            | 3.69  | 3.69  |
| CaO   | 1.82%            | 1.82  | 1.82  |
| FeO   | 1.68%            | 1.68  | 1.68  |
| Fe2O3 | 1.22%            | 1.22  | 1.22  |
| MgO   | 0.71%            | 0.71  | 0.71  |
| TiO2  | 0.30%            | 0.3   | 0.3   |
| P2O5  | 0.12%            | 0.12  | 0.12  |
| MnO   | 0.05%            | 0.05  | 0.05  |

وطردي الصخور النارية يعادل الجرانيت هو الريوليت.

## علم المعادن
يصنف كيميائيا بأنه صخر ناري حمضي لان وزنه النوعي منخفض ولونه فاتح مما يدل على نسبة المعادن السيليكاتية تزيد فية عن 65% مثل معدن الكوارتز والبلاجوكليز والبيوتيت والمسكوفيت.

## الانتشار
هناك أنواع أخرى يتميز بها الجرانيت من حيث النسيج مثل النسيج البروفيري الذي يتميز بة الجرانيت عن باقي الصخور النارية وهذا النسيج يدل على أن الجرانيت تجمد على مرحلتين الأولى ببطء والأخرى بسرعة مما أوجد نسيج بروفيري وهو خليط من البلورات الواضحة والدقيقة.\

## الأصل
أشكال الجرانيت من الصهارة الغنية بالسيليكا (الفلزية).يُعتقد أن الصهارة الفلزية تتشكل بإضافة الحرارة أو بخار الماء إلى صخور القشرة السفلية، وليس بفك ضغط صخور الوشاح، كما هو الحال مع الصهارة البازلتية.  كما تم اقتراح أن بعض الجرانيتات الموجودة عند الحدود المتقاربة بين الصفائح التكتونية، حيث تنحدر القشرة المحيطية تحت القشرة القارية، تكونت من رواسب مغمورة مع الصفيحة المحيطية. كانت الرواسب الذائبة تنتج الصهارة الوسيطة في محتواها من السيليكا، والتي أصبحت أكثر إثراءً بالسيليكا عندما ارتفعت عبر القشرة التي تغطيها.
يعمل التبلور التجزيئي المبكر على تقليل ذوبان المغنيسيوم والكروم، وإثراء الذوبان في الحديد والصوديوم والبوتاسيوم والألمنيوم والسيليكون.  المزيد من التجزئة يقلل من محتوى الحديد والكالسيوم والتيتانيوم. وينعكس ذلك في المحتوى العالي من الفلسبار القلوي والكوارتز في الجرانيت.
يظهر وجود الصخور الجرانيتية في أقواس الجزر أن التبلور الجزئي وحده يمكنه تحويل الصهارة البازلتية إلى صهارة جرانيتية، لكن الكميات المنتجة صغيرة.  على سبيل المثال، تشكل الصخور الجرانيتية 4٪ فقط من التعرضات في جزر ساوث ساندويتش.  في إعدادات القوس القاري، تعد الصخور الجرانيتية هي الصخور الجوفية الأكثر شيوعًا، وتمتد أحجار الباثوليث المكونة من هذه الأنواع من الصخور على طول القوس بالكامل. وهناك ما يدل على غرف الصهارة حيث الحمم البازلتية تفرق في الصوان، أو من يراكمالتي تنتجها بلورات مافيك تترسب من الصهارة.يجب أن تنتج العمليات الأخرى هذه الكميات الكبيرة من الصهارة الفلزية. إحدى هذه العمليات هي حقن الصهارة البازلتية في القشرة السفلية، متبوعًا بالتمايز، والذي يترك أي تراكمات في الوشاح. طريقة أخرى هي تسخين القشرة السفلية عن طريق تغطية الصهارة البازلتية، والتي تنتج الصهارة الفلزية مباشرة من الصخور القشرية. تنتج العمليتان أنواعًا مختلفة من الجرانيت، والتي قد تنعكس في التقسيم بين الجرانيت من النوع S (الناتج عن الطلاء السفلي) والنوع الأول (المنتج عن طريق الحقن والتمايز)، كما هو موضح أدناه.

### نظام التصنيف الأبجدي
يترك تكوين وأصل أي صهارة تتمايز في الجرانيت أدلة صخرية معينة حول ماهية الصخور الأبوية للجرانيت. يكون الملمس والتكوين النهائي للجرانيت مميزين بشكل عام فيما يتعلق بصخرته الأبوية. على سبيل المثال، قد يكون للجرانيت المشتق من الذوبان الجزئي للصخور metasedimentary المزيد من الفلسبار القلوي، في حين أن الجرانيت المشتق من الانصهار الجزئي للصخور metaigneous قد يكون أكثر ثراءً في بلاجيوجلاز. وعلى هذا الأساس تقوم مخططات التصنيف «الأبجدية» الحديثة.
تم اقتراح نظام تصنيف Chappell & White القائم على الحروف في البداية لتقسيم الجرانيت إلى النوع الأول (المصدر البركاني) والجرانيت من النوع S (المصادر الرسوبية). يتم إنتاج كلا النوعين عن طريق الذوبان الجزئي لصخور القشرة الأرضية، إما صخور ميتاجنيوس أو صخور ميتاسيدمينتية.
تتميز الجرانيت من النوع الأول بمحتوى عالٍ من الصوديوم والكالسيوم، وبنسبة نظيرية السترونتيوم، 87 Sr / 86 Sr ، أقل من 0.708. يتم إنتاج 87 Sr عن طريق التحلل الإشعاعي البالغ 87 Rb ، وبما أن الروبيديوم يتركز في القشرة بالنسبة إلى الوشاح، فإن النسبة المنخفضة تشير إلى الأصل في الوشاح. يفضل الصوديوم والكالسيوم المرتفعان تبلور الهورنبلند بدلاً من البيوتايت. تشتهر الجرانيت من النوع الأول برواسب النحاس السماقي . الجرانيت من النوع الأول تكون أصلاً (مرتبطة بتكوين الجبال) وعادة ما تكون معدنية
الجرانيت من النوع S فقير بالصوديوم وغني بالألمنيوم.نتيجة لذلك، فهي تحتوي على الميكا مثل البيوتايت والمسكوفيت بدلاً من الهورنبلند. عادة ما تكون نسبة نظائر السترونتيوم الخاصة بهم أكبر من 0.170، مما يشير إلى أصل قشري. كما أنها تحتوي عادة على xenoliths من الصخور الرسوبية المتحولة، وخامات القصدير المضيفة .الصهارة الخاصة بهم غنية بالمياه، وتتصلب بسهولة مع خروج غازات الماء من الصهارة عند ضغط منخفض، لذلك فهي أقل شيوعًا في الوصول إلى السطح من صهارة الجرانيت من النوع الأول، والتي تكون أكثر شيوعًا مثل الصخور البركانية (الريوليت).  كما أنها متحدرة المنشأ ولكنها تتراوح من فلزية إلى شديدة الانحدار.
على الرغم من أن كلاً من الجرانيت من النوع I و S هما أصليان، إلا أن الجرانيت من النوع الأول أكثر شيوعًا بالقرب من الحدود المتقاربة من النوع S. يُعزى ذلك إلى قشرة أكثر سمكًا بعيدًا عن الحدود، مما يؤدي إلى مزيد من ذوبان القشرة.
تُظهر الجرانيت من النوع A علمًا معدنيًا وكيمياء جيوكيميائية خاصة، مع وجود نسبة عالية من السيليكون والبوتاسيوم على حساب الكالسيوم والمغنيسيوم ومحتوى عالٍ من الكاتيونات ذات قوة المجال العالية (الكاتيونات ذات نصف قطر صغير وشحنة كهربائية عالية، مثل الزركونيوم، النيوبيوم، التنتالوم، والعناصر الأرضية النادرة .)  فهي ليست منشآت المنشأ، وتشكل بدلاً من ذلك على النقاط الساخنة والتصدع القاري، وهي فلزية إلى معتدلة بيرلكالين وغنية بالحديد. يتم إنتاج هذه الجرانيت عن طريق الذوبان الجزئي للصخور المقاومة للصهر مثل الحبيبات في القشرة القارية السفلية عند التدرجات الحرارية العالية. هذا يؤدي إلى استخراج كبير للذوبان الفلسي المائي من رواسب الجرانيت.  توجد الجرانيت من النوع A في مقاطعة Koettlitz Glacier Alkaline في سلسلة Royal Society Range ، أنتاركتيكا.  الريوليت في يلوستون كالديرا هي أمثلة للمكافئات البركانية للجرانيت من النوع A.
تم اقتراح الجرانيت من النوع M لاحقًا لتغطية تلك الجرانيت التي تم الحصول عليها بوضوح من صهارة مافيك المتبلورة، والتي يتم الحصول عليها بشكل عام من الوشاح. على الرغم من أن التبلور الجزئي للذوبان البازلتى يمكن أن ينتج كميات صغيرة من الجرانيت، والتي توجد أحيانًا في أقواس الجزر،  يجب أن تحدث هذه الجرانيت مع كميات كبيرة من الصخور البازلتية.
تم اقتراح الجرانيت من النوع H للجرانيت الهجين، والذي تم افتراض تشكيله عن طريق الخلط بين mafic و felsic من مصادر مختلفة، مثل النوع M والنوع S.  ومع ذلك، فإن الاختلاف الكبير في الريولوجيا بين الصهارة المافيكة والفلسية يجعل هذه العملية إشكالية بطبيعتها.

### الغرانيت
الغرانيت هي فرضية قديمة ومخفضة إلى حد كبير مفادها أن الجرانيت يتشكل في مكانه من خلال metasomatism المتطرفة. تجلب السوائل عناصر، مثل البوتاسيوم، وتزيل العناصر الأخرى، مثل الكالسيوم، لتحويل الصخور المتحولة إلى جرانيت. كان من المفترض أن يحدث هذا عبر جبهة الهجرة. ومع ذلك، فقد أثبت العمل التجريبي بحلول الستينيات أن الجرانيت كان من أصل ناري.  لا يمكن تفسير السمات المعدنية والكيميائية للجرانيت إلا من خلال علاقات الطور البلوري السائل، مما يدل على أنه يجب أن يكون هناك انصهار كافٍ على الأقل لتعبئة الصهارة.
ومع ذلك، في مستويات القشرة العميقة بما فيه الكفاية، يصبح التمييز بين التحول والذوبان القشري نفسه غامضًا. إن ظروف تبلور الصهارة السائلة قريبة بدرجة كافية لتلك الخاصة بالتحول عالي الجودة لدرجة أن الصخور غالبًا ما تحمل تشابهًا وثيقًا. في ظل هذه الظروف، يمكن إنتاج ذوبان الجرانيت في مكانه من خلال الذوبان الجزئي للصخور المتحولة عن طريق استخلاص العناصر القابلة للذوبان مثل البوتاسيوم والسيليكون في الذوبان مع ترك عناصر أخرى مثل الكالسيوم والحديد في بقايا الجرانيت. قد يكون هذا هو أصل المهاجر . يتكون المهاجر من صخور داكنة مقاومة للحرارة (الصباغ) تتخللها صفائح وقنوات من الصخور الجرانيتية الخفيفة (اللوكوزوم). يُفرز اللوكوزوم في صورة ذوبان جزئي لصخر أصلي بدأ في الانفصال عن المتبقي الصلب المتبقي (الصباغ الميلاني). إذا تم إنتاج ما يكفي من الذوبان الجزئي، فسوف ينفصل عن صخر المصدر، ويصبح أكثر تطورًا من خلال التبلور الجزئي أثناء صعوده نحو السطح، ويصبح الأصل الصهري للصخور الجرانيتية. بقايا صخرة المصدر تصبح جرانيت .
يتطلب الذوبان الجزئي للصخور الصلبة درجات حرارة عالية وإضافة الماء أو المواد المتطايرة الأخرى التي تخفض درجة حرارة المواد الصلبة (درجة الحرارة التي يبدأ عندها الذوبان الجزئي) لهذه الصخور. لقد نوقش منذ فترة طويلة ما إذا كان سماكة القشرة في الأوروجين (أحزمة جبلية على طول الحدود المتقاربة) كافية لإنتاج ذوبان الجرانيت عن طريقالتسخين الإشعاعي، لكن العمل الأخير يشير إلى أن هذه ليست آلية قابلة للتطبيق.  تتطلب عملية التحبيب في الموقع التسخين بواسطة الوشاح الموري أو عن طريق الطلاء السفلي بالصهارة المشتقة من الوشاح.

## الصعود والتمركز
تبلغ كثافة صهارة الجرانيت 2.4 Mg / m 3 ، أي أقل بكثير من 2.8 Mg / m 3 من الصخور المتحولة عالية الجودة. هذا يمنحهم طفوًا هائلاً، بحيث يكون صعود الصهارة أمرًا لا مفر منه بمجرد تراكم ما يكفي من الصهارة. ومع ذلك، فإن السؤال الدقيق حول كيفية قدرة مثل هذه الكميات الكبيرة من الصهارة على دفع صخور الريف جانباً لإفساح المجال لأنفسهم (مشكلة الغرفة) لا يزال موضوع بحث.
يُعتقد أن آليتين رئيسيتين مهمتان:
- ستوكس ديابير
- انتشار الكسر

من بين هاتين الآليتين، فضل Stokes diapirism لسنوات عديدة في غياب بديل معقول. الفكرة الأساسية هي أن الصهارة سترتفع عبر القشرة ككتلة واحدة من خلال الطفو . عندما يرتفع، فإنه يسخن صخور الجدار، مما يجعلها تتصرف كسائل قانون الطاقة وبالتالي تتدفق حول التسلل مما يسمح لها بالمرور دون فقدان كبير للحرارة. هذا ممكن تمامًا في الدكتايل الدافئ القشرة السفلية حيث تتشوه الصخور بسهولة، ولكنها تتعرض لمشاكل في القشرة العلوية التي تكون أكثر برودة وهشاشة. الصخور هناك لا تتشوه بهذه السهولة: فلكي ترتفع الصهارة كحجاب فإنها تستهلك الكثير من الطاقة في تسخين صخور الجدار، وبالتالي التبريد والتصلب قبل الوصول إلى مستويات أعلى داخل القشرة.
يعتبر انتشار الكسور الآلية التي يفضلها العديد من الجيولوجيين لأنها تقضي إلى حد كبير على المشكلات الرئيسية المتمثلة في تحريك كتلة ضخمة من الصهارة عبر القشرة الهشة الباردة. ترتفع الصهارة بدلاً من ذلك في قنوات صغيرة على طول السدود ذاتية الانتشار والتي تتشكل على طول أنظمة الكسر أو الأعطال الجديدة أو الموجودة مسبقًاوشبكات مناطق القص النشطة.عند  فتح هذه القنوات الضيقة، تتصلب أول صهارة تدخل وتوفر شكلاً من أشكال العزل للصهارة اللاحقة.
يمكن أن تعمل هذه الآليات جنبًا إلى جنب. على سبيل المثال، قد يستمر diapirs في الارتفاع خلال القشرة العليا هشة من خلال stoping من حيث الشقوق الجرانيت والصخور سقف، وإزالة كتل من القشرة الفوقية التي تغرق ثم إلى الجزء السفلي من diapir بينما ترتفع الصهارة لتأخذ مكانها. يمكن أن يحدث هذا كتوقف جزئي (توقف كتل صغيرة من سقف الغرفة)، مثل هبوط مرجل (انهيار كتل كبيرة من سقف الغرفة)، أو انهيار سقف (انهيار كامل لسقف غرفة صهارة ضحلة مصحوبة بانفجار كالديرا .) هناك أدلة على هبوط المرجل في جبل. اقتحام Ascutney في شرق ولاية فيرمونت. تم العثور على دليل على التوقف الجزئي في عمليات الاقتحام التي تم حوافها بالبريشيا الناريةتحتوي على أجزاء من صخور الريف.
الاستيعاب هو آلية أخرى للصعود، حيث يذوب الجرانيت في طريقه إلى القشرة ويزيل المواد التي تعلوها بهذه الطريقة. هذا مقيد بكمية الطاقة الحرارية المتاحة، والتي يجب تجديدها عن طريق بلورة المعادن عالية الذوبان في الصهارة. وهكذا فإن الصهارة تذوب الصخور القشرية على سطحها بينما تتبلور في نفس الوقت في قاعدتها. ينتج عن هذا تلوث ثابت بالمواد القشرية مع ارتفاع الصهارة. قد لا يكون هذا واضحًا في كيمياء العناصر الرئيسية والثانوية، نظرًا لأن المعادن التي من المرجح أن تتبلور في قاعدة الحجرة هي نفسها التي تتبلور على أي حال، ولكن يمكن اكتشاف امتصاص القشرة في النسب النظيرية. يعني فقدان الحرارة في صخور الريف أن الصعود عن طريق الاستيعاب يقتصر على مسافة مماثلة لارتفاع غرفة الصهارة.

## التجوية

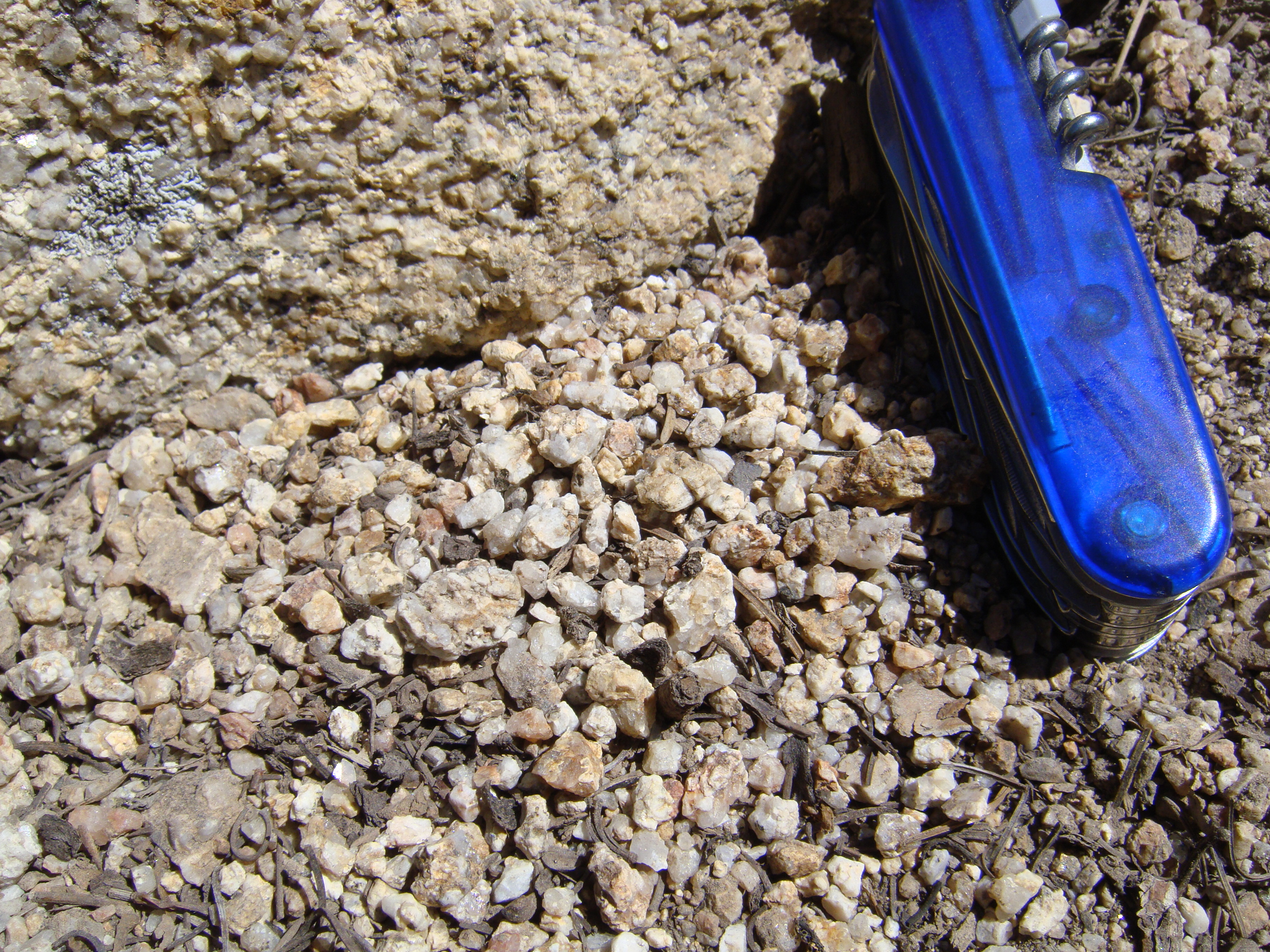
الكركي الرمل والجرانيتية أنها مستمدة من

تحدث التجوية الفيزيائية على نطاق واسع في شكل مفاصل التقشير، والتي تنتج عن تمدد الجرانيت وتصدعه حيث يتم تخفيف الضغط عند إزالة المواد التي تعلوها عن طريق التآكل أو عمليات أخرى.
تما حدث التجوية الكيميائية للجرانيت عند تخفيف حمض الكربونيك والأحماض الأخرى الموجودة في مياه الأمطار والتربة، تغيير الفلسبار في عملية تسمى التحلل المائي.كما هو موضح في التفاعل التالي، يتسبب هذا في تكوين الفلسبار البوتاسيوم للكاولين، مع أيونات البوتاسيوم، والبيكربونات، والسيليكا في محلول كمنتجات ثانوية. منتج نهاية التجوية الجرانيت هو GRUS ، والتي غالبا ما تتكون من شظايا الحبيبات الخشنة من الجرانيت تفككت.
2 KAlSi 3 O 8 + 2 H 2 CO 3 + 9 H 2 O → آل 2سي 2 O 5 (OH) 4 + 4 H 4 شافي 4 + 2 K + + 2 HCO 3 -
تؤثر التغيرات المناخية أيضًا على معدل التجوية للجرانيت. منذ حوالي ألفي عام، نجت النقوش البارزة على مسلة إبرة كليوباترا من الظروف الجافة لأصلها قبل نقلها إلى لندن. في غضون مائتي عام، تدهور الجرانيت الأحمر بشكل كبير في الهواء الرطب والملوث هناك.
تطوير التربة على الجرانيت تعكس محتوى الصخرة عالية الكوارتز وندرة القواعد المتاحة، مع وضع الفقيرة قاعدة المهيئة التربة ل تحمض و podzolization في المناخات الرطبة بارد كما غلة الكوارتز مقاومة للطقس الكثير من الرمال. كما أن الفلسبار يتكيف ببطء في الأجواء الباردة ، مما يسمح للرمل بالسيطرة على جزء الأرض الناعم. في المناطق الرطبة الدافئة ، يتم تسريع عملية تجوية الفلسبار كما هو موضح أعلاه للسماح بنسبة أعلى بكثير من الطين مع سلسلة تربة سيسيل كمثال رئيسي على مجموعة التربة الكبيرة Ultisol الناتجة .

## إشعاع طبيعي
الجرانيت مصدر طبيعي لـ الإشعاع، مثل معظم الأحجار الطبيعية.
البوتاسيوم -40 هو نظير مشع ذو انبعاث ضعيف ، ومكون من الفلسبار القلوي، وهو بدوره مكون شائع لصخور الجرانيت ، وأكثر وفرة في جرانيت الفلسبار القلوي وسينيت.
تحتوي بعض الجرانيت على حوالي 10 إلى 20 جزء في المليون (جزء في المليون) من اليورانيوم. على النقيض من ذلك ، تحتوي صخور مافيك ، مثل توناليت ، غابرو وديوريت، على 1 إلى 5 جزء في المليون من اليورانيوم ، والحجر الجيري والصخور الرسوبية عادة ما يكون لها كميات منخفضة بنفس القدر. العديد من بلوتونات الجرانيت الكبيرة هي مصادر لـ palaeochannel - المستضافة أو التدحرج الأمامي رواسب خام اليورانيوم، حيث يغسل اليورانيوم في الرواسب من مرتفعات الجرانيت وما يرتبط بها من البغماتيت ، وغالبًا ما تكون عالية النشاط الإشعاعي. يمكن أن تصبح الأقبية والأقبية المبنية في التربة فوق الجرانيت مصيدة لغاز الرادون، الذي يتكون من اضمحلال اليورانيوم.
يشكل غاز الرادون مخاوف صحية كبيرة وهو السبب الثاني لـ سرطان الرئة في الولايات المتحدة وراء التدخين.
يوجد الثوريوم في جميع أنواع الجرانيت. لوحظ جرانيت كونواي لتركيزه العالي نسبيًا من الثوريوم البالغ 56 ± 6 جزء في المليون.
هناك بعض القلق من أن بعض الجرانيت الذي يتم بيعه على شكل أسطح عمل أو مواد بناء قد يكون خطيرًا على الصحة. صرح دان ستيك من جامعة سانت جونز  أن ما يقرب من 5 ٪ من جميع الجرانيت مصدر قلق ، مع التحذير من أنه تم اختبار نسبة ضئيلة فقط من عشرات الآلاف من أنواع ألواح الجرانيت.  يمكن الوصول إلى موارد مختلفة من منظمات المسح الجيولوجي الوطنية عبر الإنترنت للمساعدة في تقييم عوامل الخطر في بلد الجرانيت وقواعد التصميم المتعلقة ، على وجه الخصوص ، بمنع تراكم غاز الرادون في الأقبية والمساكن المغلقة.
تم إجراء دراسة على أسطح كونترتوب الجرانيت (بدأها ودفع ثمنها معهد الرخام الأمريكي) في نوفمبر 2008 بواسطة National Health and Engineering Inc. في الولايات المتحدة الأمريكية. في هذا الاختبار ، أظهرت جميع ألواح الجرانيت كاملة الحجم البالغ عددها 39 التي تم قياسها للدراسة مستويات إشعاع أقل بكثير من معايير السلامة في الاتحاد الأوروبي (القسم 4.1.1.1 من الدراسة الوطنية للصحة والهندسة) ومستويات انبعاث الرادون أقل بكثير من المتوسط تركيزات الرادون في الهواء الطلق في الولايات المتحدة.

## صناعة

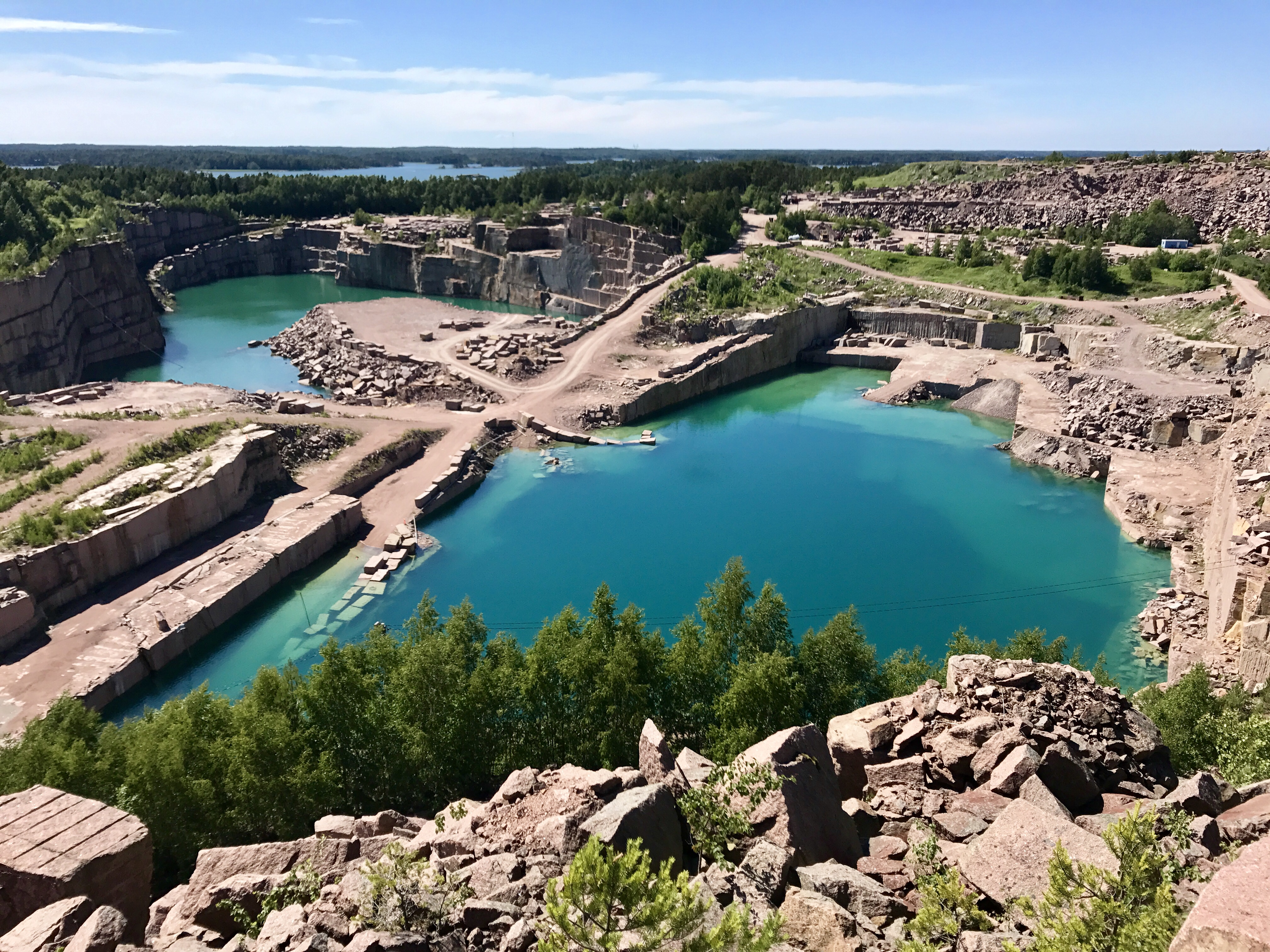
مقلع حجر الجرانيت في Taivassalo ، فنلندا

يعتبر الجرانيت وما يرتبط به من صناعات الرخام من أقدم الصناعات في العالم ، حيث يعود تاريخها إلى مصر القديمة.
تشمل المصدرين الرئيسيين للجرانيت الصين والهند وإيطاليا والبرازيل وكندا وألمانيا والسويد وإسبانيا والولايات المتحدة.

## الإستعمالات
استخدم هذا النوع من الصخور استخداما واسعا لنحت التماثيل والأعمدة، وهو يتميز بتحمله لعوامل النحت والتعرية أكثر من أنواع الصخور الرسوبية. ويعتبر الجرانيت ذا أهمية اقتصادية كبيرة ويستخدم أيضا في المنازل كالسلالم والمطابخ ومن أنواعه المعروف بمنطقة الخليج العربي البيلنكو والنيو بنك واسويت سلمون والدارك ونجران براون هو موجود فقط بمنطقة نجران جنوب السعودية وهنالك لايت غولد وغيرها من الأنواع تنتشر صناعته في الخليج وخاصه المملكة العربية السعودية لما تمتلكه من طبيعه متفرده وهنالك عدة شركات كبرى بالمملكة منها مجموعه بن لادن أو كما تعرف في مجال الجرانيت بشركة الرخام والجرانيت الدولية وشركة مصنع السعودية ومصنع جرانيت وطني والوطنية والتقدم والمتحده واليمامه وتنهات وغيرها من الشركات التي لها خبرات طويله المدى في هذا المجال.

### العصور القديمة

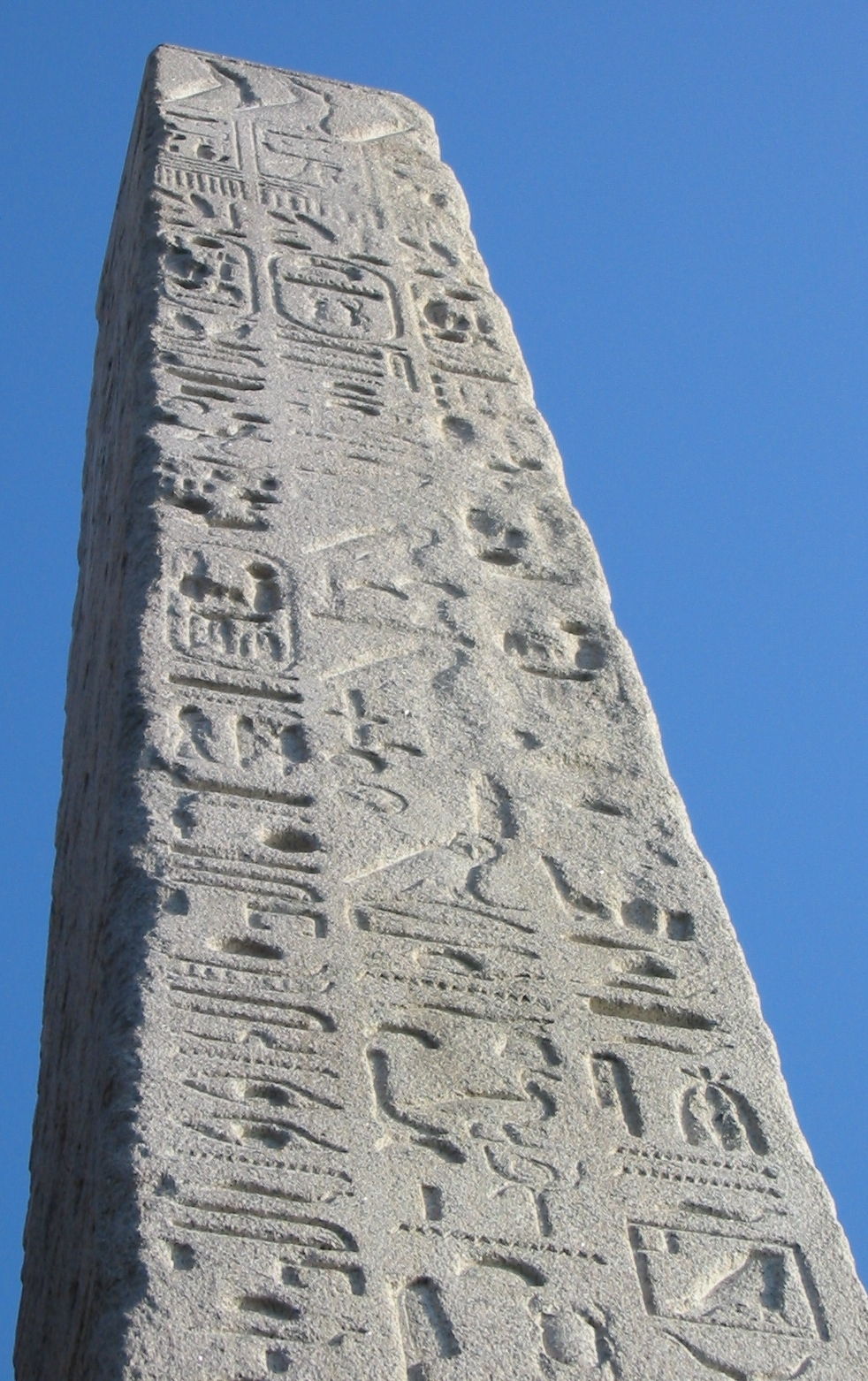
إبرة كليوباترا ، لندن

الهرم الأحمر مصر (حوالي 2590 قبل الميلاد)، المسمى بالتدرج القرمزي الفاتح لأسطح الحجر الجيري المكشوف ، هو ثالث أكبر الأهرامات المصرية. هرم منقرع، الذي يرجع تاريخه على الأرجح إلى 2510 قبل الميلاد ، تم بناؤه من الحجر الجيري وكتل من الجرانيت. يحتوي هرم الجيزة.(2580 ق م) على جرانيت ضخم تابوت مصنوع من «الجرانيت الأحمر أسوان». كان الهرم الأسود المدمر في الغالب من عهد أمنمحات الثالث ذات مرة من الجرانيت المصقول الهرم أو الكابستون ، وهو معروض الآن في القاعة الرئيسية المتحف المصري في القاهرة (انظر دهشور). الاستخدامات الأخرى في مصر القديمة تشمل الأعمدة الأبواب ، العتبات، صفائح العتبات، دعامة ، وقشرة الجدران والأرضيات. لا تزال كيفية عمل المصريين للجرانيت الصلب محل نقاش. افترض باتريك هنت أن المصريين انفسهم أستخدمواالصنفرة، والتي تتميز بصلابة أكبر على مقياس MOHS.
rajaraja chola i من أسرة تشولا في جنوب الهند شيدت أول معبد في العالم بالكامل من الجرانيت في القرن الحادي عشر الميلادي في Tanjore، الهند، الهند. تم بناء معبد Brihadeeswarar مخصص للرب شيفا في 1010. يعتقد أن GoPuram الضخمة (المزخرفة، الجزء العلوي من الضريح) لديه كتلة تبلغ حوالي 81 طنا. كان أطول معبد في جنوب الهند.
تم استخراج الجرانيت الإمبراطوري الروماني بشكل رئيسي في مصر، وأيضا في تركيا، وعلى جزر ELBA وGiglio. أصبح الجرانيت «جزءا لا يتجزأ من اللغة الرومانية للهندسة المعمارية الضخمة». توقف المحاجر عن القرن الثالث الميلادي. بدءا من العصور القديمة المتأخرة تم إعادة استخدام الجرانيت، والتي أصبحت منذ أوائل القرن السادس عشر على الأقل أصبحت معروفة باسم spolia. من خلال عملية تصلب الحالة، يصبح الجرانيت أصعب مع تقدم العمر. تم نسيان التكنولوجيا اللازمة لصنع أزاميل الفولاذ إلى حد كبير خلال العصور الوسطى. نتيجة لذلك ، أُجبر عمال الحجارة في العصور الوسطى على استخدام المناشير أو الصنفرة لتقصير الأعمدة القديمة أو اختراقها في أقراص. لاحظ جورجيو فازاري في القرن السادس عشر أن الجرانيت في المحاجر كان «أكثر نعومة وأسهل في العمل منه بعد انكشافه» بينما كانت الأعمدة القديمة ، بسبب «صلابة وصلابة ليس لديهم ما يخشونه من النار أو السيف ، والوقت نفسه ، الذي يدفع كل شيء إلى الخراب ، لم يدمرها فحسب ، بل لم يغير لونها».